# Bêta-glucosidase
Une β-glucosidase est une glycoside hydrolase qui agit sur les liaisons osidiques dans lesquelles le glucose est engagé dans une liaison bêta, ce qui la différencie de l'α-glucosidase.